# Château de la Bonnetie
Le château de la Bonnetie est un château français implanté sur la commune de Sarliac-sur-l'Isle dans le département de la Dordogne, en région Nouvelle-Aquitaine.

## Présentation

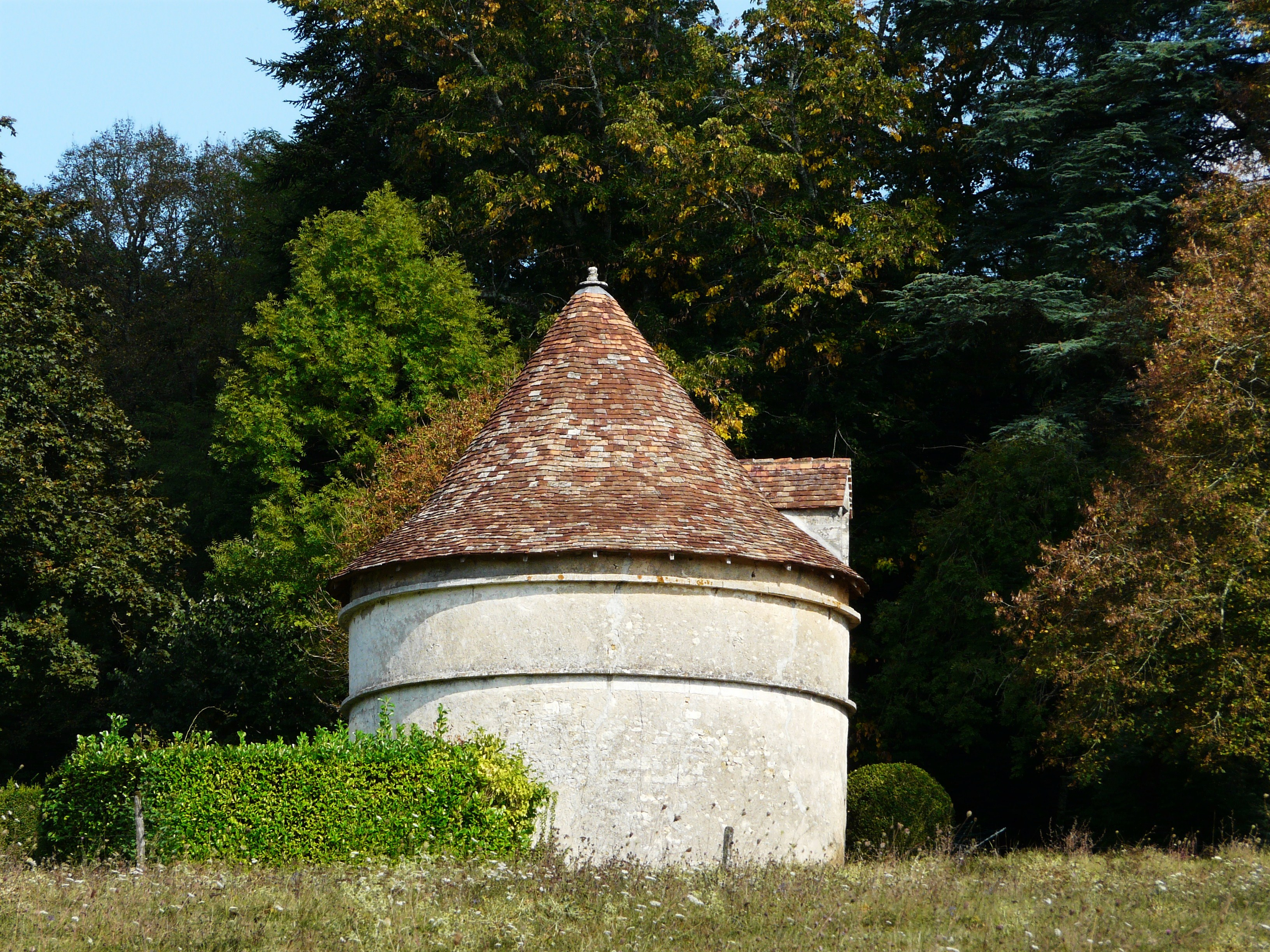
Le pigeonnier du château

Le château de la Bonnetie se situe en rive gauche de l'Isle, à l'est-nord-est du bourg de Sarliac-sur-l'Isle.
Il se présente sous la forme d'un logis flanqué de deux tourelles carrées. Il a conservé, au sud, un pigeonnier du XVIIe siècle.
Il est inscrit aux monuments historiques depuis 1947 pour une de ses tourelles dont « la fenêtre à meneaux est richement ornée de fleurs de lys dans le bandeau mouluré de la fenêtre, et de feuilles de lierre sous l'appui de cette fenêtre ».